# Tony Popović
Tony Popović (Sydney, 4 luglio 1973) è un allenatore di calcio ed ex calciatore australiano, di ruolo difensore, commissario tecnico della nazionale australiana.

## Carriera

### Giocatore

#### Club
Ha cominciato la propria carriera in patria, al Sydney United, nel 1989. Dopo otto stagioni è stato ceduto al Sanfrecce Hiroshima, squadra di J-League dove è rimasto per cinque anni. Scaduto il contratto, è andato a costo zero al Crystal Palace, divenendone il capitano nel 2005. Con gli Eagles ha preso parte a quattro stagioni di Football League e a una di Premiership. Nel giugno 2006, terminato il contratto col Palace, ha accettato l'offerta dell'Al-Arabi, trasferendosi nella Qatar Stars League.
Ha terminato l'attività agonistica l'anno seguente, giocando nel Sydney.

#### Nazionale
Popović ha esordito in nazionale nel 1991: in 15 anni ha messo a referto 58 presenze e 8 gol. Ha fatto parte dei 18 Olyroos alle Olimpiadi di Barcellona nel 1992. Nel 2006 ha rappresentato la sua nazione ai Mondiali in Germania: inizialmente titolare, si è infortunato nel secondo match della fase a gironi, quello contro il Brasile, e ha terminato anzitempo la rassegna iridata. Il 4 ottobre 2006 ha lasciato la nazionale.

### Allenatore
Dopo cinque anni come assistente allenatore prima nel Sydney e poi nel Crystal Palace, nel 2012 diviene allenatore del Western Sydney Wanderers. Dopo aver vinto una AFC Champions League con gli Wanderers, allena nel campionato turco e nuovamente in quello australiano (dove vince un Premier's Plate con il Perth Glory), prima di passare in Grecia allo Xanthi squadra dalla quale è esonerato nel febbraio 2021. Nel luglio 2021 torna in Australia diventando  allenatore del Melbourne Victory portando Fabrizio Cammarata come suo assistente.
Il 23 settembre 2024 viene indicato come nuovo commissario tecnico della nazionale australiana in seguito alle dimissioni di Graham Arnold.

## Statistiche

### Statistiche da allenatore

#### Nazionale australiana
Statistiche aggiornate al 5 giugno 2025.
| Squadra   | Naz                  | dal               | al        | Record | Record | Record | Record | Record | Record | Record | Record     |
| Squadra   | Naz                  | dal               | al        | G      | V      | N      | P      | GF     | GS     | DR     | % Vittorie |
| --------- | -------------------- | ----------------- | --------- | ------ | ------ | ------ | ------ | ------ | ------ | ------ | ---------- |
| Australia | Australia (bandiera) | 23 settembre 2024 | in carica | 7      | 4      | 3      | 0      | 14     | 5      | +9     | 57,14      |

#### Nazionale australiana nel dettaglio
| 2024             | Australia        | Qual. Mondiali 2026 | Subentrato       | 7 | 4 | 3 | 0 | 57,14 | 14 | 5 | +9 |
| Dal 2024         | Australia        | Amichevoli          |                  | 0 | 0 | 0 | 0 | —     | 0  | 0 | 0  |
| Totale Australia | Totale Australia | Totale Australia    | Totale Australia | 7 | 4 | 3 | 0 | 57,14 | 14 | 5 | +9 |

#### Panchine da commissario tecnico della nazionale australiana
| Cronologia completa delle presenze e delle reti in nazionale ― Australia | Cronologia completa delle presenze e delle reti in nazionale ― Australia | Cronologia completa delle presenze e delle reti in nazionale ― Australia | Cronologia completa delle presenze e delle reti in nazionale ― Australia | Cronologia completa delle presenze e delle reti in nazionale ― Australia | Cronologia completa delle presenze e delle reti in nazionale ― Australia | Cronologia completa delle presenze e delle reti in nazionale ― Australia | Cronologia completa delle presenze e delle reti in nazionale ― Australia |
| Data                                                                     | Città                                                                    | In casa                                                                  | Risultato                                                                | Ospiti                                                                   | Competizione                                                             | Reti                                                                     | Note                                                                     |
| ------------------------------------------------------------------------ | ------------------------------------------------------------------------ | ------------------------------------------------------------------------ | ------------------------------------------------------------------------ | ------------------------------------------------------------------------ | ------------------------------------------------------------------------ | ------------------------------------------------------------------------ | ------------------------------------------------------------------------ |
| 10-10-2024                                                               | Adelaide                                                                 | Australia                                                                | 3 – 1                                                                    | Cina                                                                     | Qual. Mondiali 2026                                                      | Lewis Miller Craig Goodwin Nishan Velupillay                             | Cap: J. Irvine                                                           |
| 15-10-2024                                                               | Saitama                                                                  | Giappone                                                                 | 1 – 1                                                                    | Australia                                                                | Qual. Mondiali 2026                                                      | autorete                                                                 | Cap: J. Irvine                                                           |
| 14-11-2024                                                               | Melbourne                                                                | Australia                                                                | 0 – 0                                                                    | Arabia Saudita                                                           | Qual. Mondiali 2026                                                      | -                                                                        | Cap: J. Irvine                                                           |
| 19-11-2024                                                               | Riffa                                                                    | Bahrein                                                                  | 2 – 2                                                                    | Australia                                                                | Qual. Mondiali 2026                                                      | 2 Kusini Yengi                                                           | Cap: M. Ryan                                                             |
| 20-3-2025                                                                | Sydney                                                                   | Australia                                                                | 5 – 1                                                                    | Indonesia                                                                | Qual. Mondiali 2026                                                      | Martin Boyle (rig.) Nishan Velupillay Jackson Irvine Lewis Miller        | Cap: M. Ryan                                                             |
| 25-3-2025                                                                | Hangzhou                                                                 | Cina                                                                     | 0 – 2                                                                    | Australia                                                                | Qual. Mondiali 2026                                                      | Jackson Irvine Nishan Velupillay                                         | Cap: M. Ryan                                                             |
| 5-6-2025                                                                 | Perth                                                                    | Australia                                                                | 1 – 0                                                                    | Giappone                                                                 | Qual. Mondiali 2026                                                      | Aziz Behich                                                              | Cap: M. Ryan                                                             |
| Totale                                                                   |                                                                          | Presenze                                                                 | 7                                                                        |                                                                          | Reti                                                                     | 14                                                                       |                                                                          |

## Palmarès

### Giocatore

#### Nazionale
- Coppa d'Oceania: 2

1996, 2000

### Allenatore

#### Competizioni nazionali
- Premier's Plate: 2

Western Sydney: 2012-2013
Perth Glory: 2018-2019
- FFA Cup: 1

Melbourne Victory: 2021

#### Competizioni internazionali
- AFC Champions League: 1

Western Sydney: 2014